# NSTワイド630
『NSTワイド6:30』（エヌエスティーワイド）は、1981年4月1日から1984年9月28日まで3年半、新潟総合テレビで生放送された平日夕方のローカルワイドニュース番組である。

## 概要
- NSTは開局当初、FNN/FNS（フジテレビ系）・NNN/NNS（日本テレビ系）、ならびにANN（テレビ朝日系）の全国ネットワーク3系列のクロスネットワークだったが、夕方のニュースは18:00からFNN制作の『FNNニュースレポート6:00』をネット受け。

- 同番組は18:30までだったが、NSTは18:20で飛び降り、18:30まで新潟のローカルニュースを伝えていた。

- その後、新潟県第3番目のテレビ新潟（当時TNN、現在のTeNY）が1981年4月1日に開局したのに伴い、アニメ枠からローカルニュースの時間を大幅拡大したNST初の夕方ローカルニュース&情報ワイドショーとして本番組がスタートした。祝日には『FNNニュースレポート6:30』を18:50までネットし、18:50 - 18:55にローカルニュースを伝えていた。

- 番組は3年半続けていた。1984年10月1日に全国枠とローカルニュースを一体化した1時間の大型ニュース番組『FNNスーパータイム』が開始されたのに伴い、『FNN NSTワイド6:00』へ改題。

## スタジオセット
- 『630』時代には、キャスターは会議室用の長テーブルの前に立ち、背景は「NSTワイド6:30」の文字がプロジェクターでホリゾントに小さく照射されるだけという極めて質素なものであった。

## テーマ音楽
- 本番組のオープニングテーマは『FNNニュースレポート6:30』と同じ曲であった。

- 祝日に『FNNニュースレポート6:30』を放映した際のテーマ曲は、『FNNニュースレポート6:00』などに使用された深町純（冨田勲という説もあり）作曲のものに差し替えられていた。

## タイトル
- まず日本列島の地図→そこから新潟県（色がやや濃い緑色になっている）の部分を抜き取ってアップにする。

- その後、夕方の海をイメージしたアニメーションから波をイメージした線が登場し、それから「NSTワイド」という文字が出てきて、その画面の下に「6:30」の字幕が出るというものである。